# Мадейра (микрорегион)

Мадейра на карте.

Мадейра (порт. Microrregião do Madeira) — микрорегион в Бразилии. входит в штат Амазонас. Составная часть мезорегиона Юг штата Амазонас. Население составляет 165 663 человека на 2010 год. Занимает площадь 221 036,579 км². Плотность населения — 0,75 чел./км².

## Демография
Согласно сведениям, собранным в ходе переписи 2010 г. Национальным институтом географии и статистики (IBGE), население микрорегиона составляет:
| Полное население                             | Полное население                             | Полное население                             | Полное население                             | 165 663 |
| -------------------------------------------- | -------------------------------------------- | -------------------------------------------- | -------------------------------------------- | ------- |
| в том числе:                                 | Городское население                          | 89 953                                       | Процент городского населения, %              | 54,30   |
|                                              | Сельское население                           | 75 710                                       | Процент сельского населения, %               | 45,70   |
|                                              | Мужское население                            | 87 105                                       | Процент мужского населения, %                | 52,58   |
|                                              | Женское население                            | 78 558                                       | Процент женского населения, %                | 47,42   |
| Плотность населения, чел/км²                 | Плотность населения, чел/км²                 | Плотность населения, чел/км²                 | Плотность населения, чел/км²                 | 0,75    |
| Население микрорегиона в % к населению штата | Население микрорегиона в % к населению штата | Население микрорегиона в % к населению штата | Население микрорегиона в % к населению штата | 4,75    |

## Состав микрорегиона
В составе микрорегиона включены следующие муниципалитеты:
1. Апуи
2. Борба
3. Умайта
4. Маникоре
5. Нову-Арипуанан